# العلاقات الغرينادية الميانمارية
العلاقات الغرينادية الميانمارية هي العلاقات الثنائية التي تجمع بين غرينادا وميانمار.

## مقارنة بين البلدين
هذه مقارنة عامة ومرجعية للدولتين:
| وجه المقارنة                                              | غرينادا                                | ميانمار          |
| --------------------------------------------------------- | -------------------------------------- | ---------------- |
| المساحة (كم2)                                             | 348                                    | 676.58 ألف       |
| عدد السكان (نسمة)                                         | 107.83 ألف                             | 53.37 مليون      |
| الكثافة السكانية (ن./كم²)                                 | 30.99 ألف                              | 78.88            |
| العاصمة                                                   | سانت جورجز                             | نايبيداو، يانغون |
| اللغة الرسمية                                             | لغة إنجليزية، إنكليزية غرنادة المولدة ‏ | اللغة البورمية   |
| العملة                                                    | دولار شرق الكاريبي                     | كيات ميانماري    |
| الناتج المحلي الإجمالي (بليون دولار)                      | 1.12 مليار                             | 69.32 مليار      |
| الناتج المحلي الإجمالي (تعادل القوة الشرائية) بليون دولار | 1.45 مليار                             | 282.95 مليار     |
| الناتج المحلي الإجمالي الاسمي للفرد دولار أمريكي          | 9.21 ألف                               | 1.16 ألف         |
| الناتج المحلي الإجمالي للفرد دولار أمريكي                 | 12.43 ألف                              |                  |
| مؤشر التنمية البشرية                                      | 0.750                                  | 0.536            |
| رمز المكالمات الدولي                                      | +1473                                  | +95              |
| رمز الإنترنت                                              | .gd                                    | .mm              |
| المنطقة الزمنية                                           | 00                                     | ت ع م+06:30      |

## منظمات دولية مشتركة
يشترك البلدان في عضوية مجموعة من المنظمات الدولية، منها:
| علم المنظمة | اسم المنظمة                        | تاريخ انضمام غرينادا | تاريخ انضمام ميانمار |
| ----------- | ---------------------------------- | -------------------- | -------------------- |
|             | مؤسسة التنمية الدولية              | 28 أغسطس 1975        | 5 نوفمبر 1962        |
|             | يونسكو                             | 17 فبراير 1975       | 27 يونيو 1949        |
|             | مؤسسة التمويل الدولية              | 28 أغسطس 1975        | 3 ديسمبر 1956        |
|             | منظمة حظر الأسلحة الكيميائية       | ?                    | ?                    |
|             | الأمم المتحدة                      | 17 سبتمبر 1974       | 19 أبريل 1948        |
|             | الاتحاد الدولي للاتصالات           | 17 نوفمبر 1981       | 15 سبتمبر 1937       |
|             | منظمة الشرطة الجنائية الدولية      | ?                    | ?                    |
|             | البنك الدولي للإنشاء والتعمير      | 27 أغسطس 1975        | 3 يناير 1952         |
|             | الاتحاد البريدي العالمي            | ?                    | ?                    |
|             | وكالة ضمان الاستثمار متعدد الأطراف | 12 أبريل 1988        | 16 ديسمبر 2013       |
|             | منظمة التجارة العالمية             | ?                    | ?                    |

## وصلات خارجية
- موقع وزارة الخارجية الميانمارية